# Косс Корнелий Лентул (консул 25 года)
Косс Корнелий Лентул (лат. Cossus Cornelius Lentulus) (около 9 года до н. э. — после 27 года) — римский военный и политический деятель, консул в 25 году.
Косс Корнелий Лентул — сын Косса Корнелия Лентула (консула в 1 году до н. э.), брат Гнея Корнелия Лентула Гетулика (консула в 26 году), отец Косса Корнелия Лентула (консула в 60 году).
С января по август 25 года он находился в должности консула с коллегой Марком Азинием Агриппой.
Вероятно, между 25 и 30 годами был легатом в провинции Верхняя Германия.